# 포가튼 사가
《포가튼 사가》(Forgotten Saga)는 1997년 11월 대한민국의 판타그램사의 손노리팀에서 개발한 롤플레잉 게임(RPG)이며, 《어스토니시아 스토리》의 외전격인 작품이다.
일본식 롤플레잉 게임의 아기자기한 느낌에 더해 다량의 스크립트를 이용, 미국식 롤플레잉 게임 이상의 무한한 자유도를 가진 게임을 만들겠다는 목표로 만들어지기 시작했다. 그 때문에 기대치가 엄청나게 높았는데, 목표치가 높았던 만큼 발매일이 오래 연기되었고 버그 또한 10여 차례 이상 패치가 발표되었을 정도로 엄청나게 많은 상태로 발매되었다. 후에 제작자는 유통사와의 계약 문제 등으로 더 이상 발매를 연기할 수가 없어 일부 버그가 있는 것을 알고 있는 상태에서 발매했다고 밝혔다.
게임 자체는 훌륭하다는 평가를 받았고, 상업적으로도 큰 성공을 거두었다. 이 제품 제작 이후에 독자적으로 회사를 설립하는등 당시 제작팀 손노리의 이름을 더욱 높이는 데 큰 역할을 했으나, 발매 당시의 상태로는 정상적으로 플레이가 불가능할 정도였기에 수많은 비난을 받게 한 작품이기도 하다.
후에 위자드 소프트를 통해 온라인 게임으로도 개발이 되었다.